# Aleksandar Kostoski
Aleksandar Kostoski (in macedone Александар Костоски?; Skopje, 5 marzo 1988) è un cestista macedone.

## Carriera
Con la Macedonia ha disputato due edizioni dei Campionati europei (2013, 2015).